# Емануель Унгаро
Емануель Унгаро (фр. Emanuel Ungaro; 13 лютого 1933, Екс-ан-Прованс — 21 грудня 2019, Париж) — французький модельєр, засновник Будинку моди.

## Дитинство
Емануель Унгаро народився на півдні Франції (Екс-ан-Прованс) в 1933 р. в багатодітній сім'ї бідного кравця, італійського емігранта. Батько покинув батьківщину, коли при владі був Муссоліні. Але батьки шанували культуру свого народу, звичаї, прищеплювали дітям любов до музики великих композиторів. Прованс впливав на розвиток смаку і формування душевних пристрастей майбутнього кутюр'є. Музика і живопис згодом наповнювали і надихали всю його творчість.
Любов до швейної справи Емануель успадкував від батька. Першою його «любов'ю» стала швейцарська машинка «Зінгер», біля якої 5-річний хлопчик проводив години, зачаровано спостерігаючи за роботою батьків. Вже у 10 років він став допомагати батькові, вирішивши, що стане художником-модельєром. Синьйора Унгаро обшивала багатьох модниць Провансу і мала славу великої майстрині. Згодом Емануель навіть думав розширити її ательє і продовжити сімейний бізнес, але так і не зміг змусити себе залишитися в тихій французькій провінції.
Про батька Козімо Емануель завжди згадував з особливою любов'ю (навіть дочку свою потім назвав на його честь).
Третьою «любов'ю» Унгаро, коли він був ще хлопчиськом, стала дівчинка-циганка. Можливо, саме звідси виникає пристрасть майстра до строкатих і яскравих фарб, за які йому згодом навіть дорікали. Але Унгаро був непохитний: «Я створюю не сукні, а емоції. Немає емоції — немає колекції. А емоції не бувають безбарвними. Принаймні, у мене».

## Початок кар'єри
Перехворівши в 16 років туберкульозом і закінчивши в 1953 р. школу кравців, Емануель їде вчитися майбутньої професії в Париж. У 1956 р. він вступив до Будинку Крістобаля Баленсіаги і пропрацював там шість років. Для Унгаро, як і для багатьох соратників Баленсіаги, той був незаперечним авторитетом.
Ще два роки він працює у Будинку Courreges, в учня Баленсіаги Андре Куррежу.
Унгаро не мав великих коштів, але все-таки відкрив скромне ательє разом зі своєю подругою Сонею Кнапп, яка протягом багатьох років створювала для нього тканини. Майже все Унгаро робить сам: відповідає на телефонні дзвінки, відкриває двері клієнтам, готує каву.
У 1965 р. крихітний салон на авеню Мак-Маон не зміг вмістити всіх бажаючих побачити першу колекцію Емануеля Унгаро. Її чекав тріумф. Актриси Анук Еме, Катрін Деньов, Ізабель Аджані стали клієнтками майстра.
У 1967 р. Унгаро переїхав на вулицю Монтень (вулиця паризьких салонів високої моди), де відкрив бутик одягу pret-a-porter. Основний магазин був розміщений між магазинами Prada та Plein Sud. Сьогодні Будинок Emanuel Ungaro займає три поверхи стародавнього особняка на цій вулиці. Після цього у число замовниць увійшли імениті особи — Жаклін Кеннеді, Іра де Фюрстенберг. Унгаро знайшов міжнародну популярність.
Фірмовим знаком марки Emanuel Ungaro стає колір: яскравий, темпераментний. Головний колір будинку — фуксія. Він скрізь: в оформленні вітрин бутиків, на підошві босоніжок, навіть магазинні чеки упаковані в яскраво-рожевий конверт.

## Парфуми
Свою першу колекцію чоловічого одягу Ungaro Uomo Емануель створив у 1973 р.
У 1983 р. вийшли перші парфуми від дизайнера Diva. Пізніше виникають парфуми Senso (1987), Ungaro (1991) та Emanuel Ungaro для чоловіків (1991). Зараз кількість парфумів від Емануеля Унгаро налічує понад 10 ароматів. Серед них Apparition, Apparition Homme, Apparition Sun, Diva, Apparition Facets, Apparition Homme Intense, Ungaro pour l'Homme III, Desnuda, Fleur de Diva, Ungaro, Apparition Sky, U for Her, U for Him, Ungaro Party, Ungaro Man, Apparition Pink.

## Особисті прийоми Унгаро
Унгаро у своїх колекціях нехтував золотим правилом класичної гармонії у високій моді: він використовував в одній моделі не три, а чотири кольори. Він міг поєднувати тканини з великим квітковим візерунком, в горошок і в смужку на кольоровому тлі. За це постійно терпів нападки від критиків моди. Строкатість, яскравість, помітність декоративного оздоблення були результатом змішання культур двох країн у свідомості художника. Створенню його моделей передує не ескіз, а безпосередньо робота з тканиною на манекені.
Модельєр завжди мав схильність до візерунків і фарб, тому 80-і роки, коли в моду увійшли контрасти яскравих фарб з чорним кольором, були для нього дуже сприятливі. У цей час Унгаро розробив свій власний стиль, для якого були характерні сміливі поєднання фарб і візерунків.
Для моделей Унгаро характерні м'які хвилясті форми і квіткові набивання. Варто було утвердитися прямим сукням, як Унгаро пропонував силует трапеції. Жінки хотіли спокійних тонів, а кутюр'є одягав їх у яскраві. Коли в паризькому дизайнерському цеху всі впроваджували ідеї мінімалізму, Емануель Унгаро вперто продовжував проповідувати розкіш і колір.
Це принесло йому багато вірних клієнтів, особливо в США. Ніколь Кідман, Анджеліна Джолі, Кейт Бланшетт, Льюс Лью, Ума Турман часто з'являються на світських раутах в сукнях від Emanuel Ungaro.

## Будинок моди у сучасності
1996 року Унгаро продав контрольний пакет акцій своєї фірми італійській компанії Ferragamo, він сформував партнерство з Salvatore Ferragamo. Звільнившись від функцій адміністратора і бізнесмена, Унгаро повністю поринув у творчість. 1997 року Ungaro, Ferragamo і Bulgari створили нову компанію: Emanuel Ungaro Parfums. Сам же Унгаро взяв собі учня, тоді ще невідомого дизайнера Джамбаттіста Валлі. Наприкінці 2004 р. керівництво компанії ухвалило рішення взяти на його місце французького модельєра Венсана Дарре. Незадоволений цим Унгаро сам покидає свою компанію, що стає для світу моди серйозним ударом. Він залишив світ паризької моди 26 травня 2004 р.
У 2005 р. Gruppo Ferragamo, підрахувавши збитки, була продана за 84 мільйони доларів США американському інтернет-магнату арабського походження Асім Абдуллі.
Після відходу засновника марки модний будинок переживає кризу і ніяк не може знайти відданого креативного директора.
Цей пост займали молодий дизайнер Естебан Кортазар, Вінсент Дарре, Пітер Дандас і Джамбаттіста Валлі. Після гучного скандалу, що виник за призначенням Ліндсі Лоан на пост артдиректора французького дому Emanuel Ungaro, позиція була запропонована британцю Джайлсу Дікону.
8 червня 2011 р. Джеффрі М. Аронссон був названий головним виконавчим директором Emanuel Ungaro. До приходу в Emanuel Ungaro він був Генеральним директором декількох будинків моди.
У численних бутиках по всьому світу продаються чоловічі і жіночі колекції кількох ліній, концептуально відмінних одна від одної, парфюмерно-косметична продукція (контрольована фірмою «Chanel Parfums»), різноманітні аксесуари, а також столова і постільна білизна.
Сьогодні бренд присутній на всіх міжнародних ринках: Європа, Сполучені Штати, Азія та Близький Схід. В Україні тим часом ще немає магазинів одягу Будинку моди Унгаро.

## Особисте життя
В Емануеля було безліч романів зі знаменитими жінками — Катрін Денев, Ізабель Аджані, Анук Еме.
У 1989 р. Унгаро одружується з італійкою Лаурою Фанфан. Вони були знайомі всього місяць. З того часу Емануеля і Лауру вважають однією з найкрасивіших пар Парижа. Через рік після весілля у подружжя народилася донька, яку назвали Козіма, на честь батька Емануеля.
Емануель Унгаро хоч і відмовився від створення нових колекцій ready-to-wear, проте не до кінця порвав зв'язки зі світом моди.
В рамках співпраці з освітньою організацією EdmissionUK у 2008 р. дав серію лекцій та майстер-класів студентам-дизайнерам по всій Великій Британії.
Помер 21 грудня 2019 року.

## Нагороди
Емануель Унгаро — володар десяти нагород, вручених йому у Франції, США, Японії, Мексиці, серед них два «Золотих наперстка». Також він був удостоєний звання Кавалера французького ордена Почесного легіону.
Орден Почесного легіону був заснований Наполеоном Бонапартом 19 травня 1802 р. Він вручається за різні заслуги перед Францією, а звання поділяються на 5 класів: кавалерів, офіцерів, командирів і кавалерів великого хреста.